# Rudolf van Rüdesheim

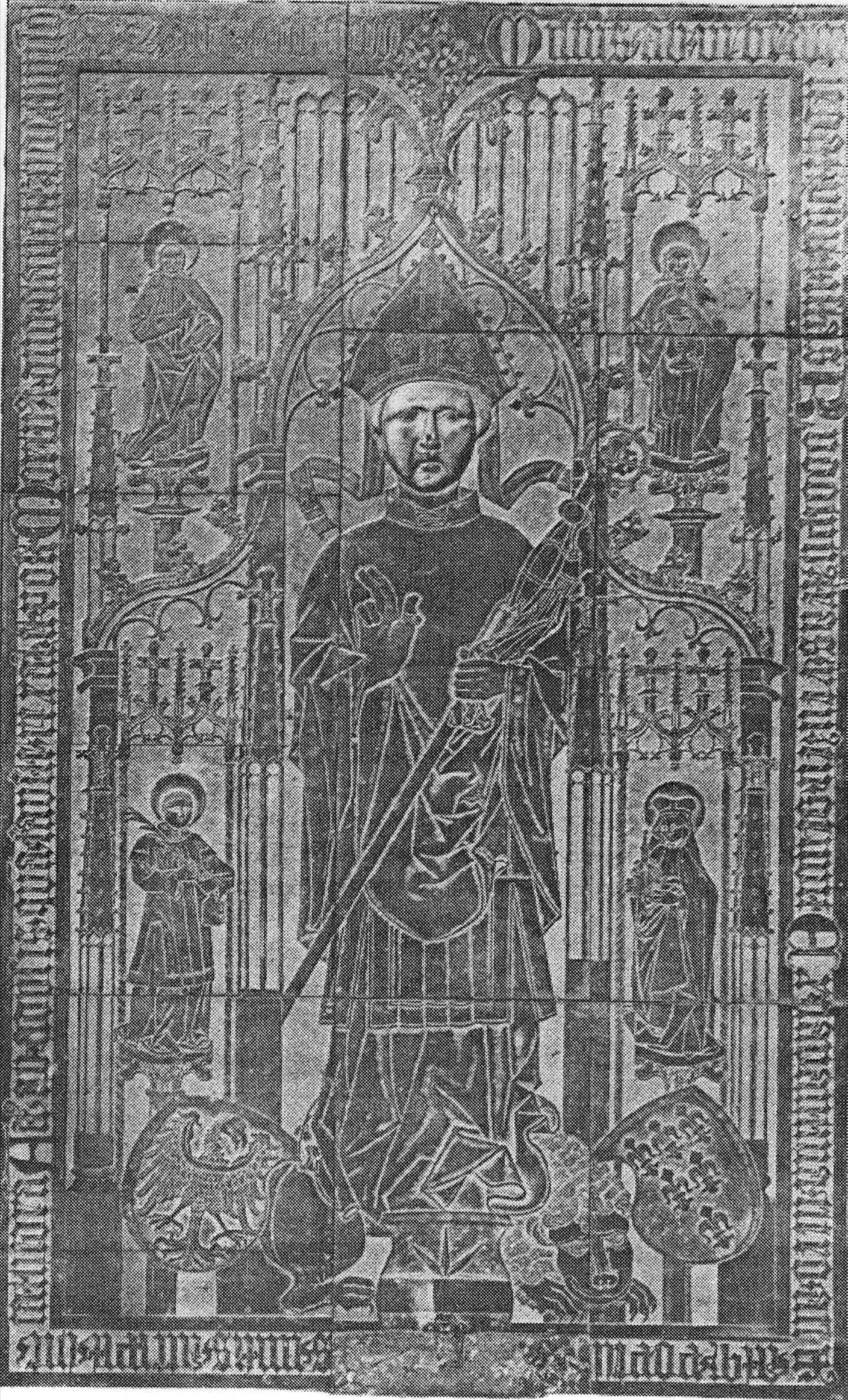
Epitaaf van Rudolf van Rüdesheim in de Dom van Breslau.

Rudolf van Rüdesheim (Rüdesheim, 1402 – Breslau, 17 januari 1482) was van 1463 tot 1468 bisschop van Lavant en van 1468 tot aan zijn dood prins-bisschop van Breslau.

## Levensloop
Rudolf stamde uit een burgerlijke familie uit Rüdesheim en was de zoon van ene Heinrich Hecker en diens echtgenote Catharina. Van 1422 tot 1426 studeerde hij in Heidelberg en daarna nog twee jaar in Rome, waar hij de academische graad van doctor decretorum behaalde. Na de voltooiing van zijn studies werd hij kanunnik in Mainz, Worms en Freising. Nadat hij vanaf 1433 het prinsbisdom Worms vertegenwoordigde bij het Concilie van Bazel, werd hij in 1434 domheer en in 1446 domdeken in Worms. In de hoedanigheid van domheer ondernam hij als gezant verschillende reizen.
In 1439 werd Rudolf benoemd tot concilierechter en in 1444 ontmoette hij als conciliepreses van de Duitse natie Nicolaas van Cusa en Enea Silvio Piccolomini, de latere paus Pius II. In 1454 vertegenwoordigde hij dan weer de aartsbisschop van Mainz bij de Rijksdag in Regensburg. In 1458 benoemde paus Pius II hem tot referendaris voor Duitse aangelegenheden, in 1461 tot pauselijk legaat en in 1462 tot nuntius. Vanwege zijn juridische en diplomatieke behendigheid trad Rudolf ook op als adviseur van Rooms-Duits koning Albrecht II en keizer Frederik III, voor wie hij zeer betrokken was bij de totstandkoming van het Verdrag van Ödenburg. Datzelfde jaar trad hij voor de paus op als scheidsrechter in het conflict tussen hertog Sigismund van Tirol en de bisschop van Brixen. Ook in 1463 werd Rudolf van Rüdesheim door de aartsbisschop van Salzburg benoemd tot bisschop van Lavant. 
In de hoedanigheid van pauselijk legaat voor Duitsland en Bohemen vuurde Rudolf vanaf 1465 vanuit Breslau de anti-Hussitische krachten tegen de Boheemse koning George van Podiebrad aan. Waarschijnlijk om die reden werd hij na de dood van Jodok van Rosenberg op 20 januari 1468 door het domkapittel unaniem tot bisschop van Breslau verkozen en drie maanden later door de paus in dat ambt bevestigd.
In 1469 ondersteunde hij in opdracht van de paus de verkiezing van Matthias Corvinus als koning van Bohemen, waardoor hij in de daaropvolgende gevechten tegen de Hussieten zijn positie als bisschop van Breslau in gevaar bracht. Met de vredesonderhandelingen in Brno (1477-1478) en Olomouc (1479) werd het gewapende conflict tussen beide partijen beëindigd.
Van 1473 tot 1475 hield Rudolf als bisschop van Breslau diocesane synodes, waarvan de statuten, als eerste gedrukt werk in Breslau, gepubliceerd werden door de latere kanunnik Caspar Elyan. In 1476 stipuleerde hij dat alle kanunniken in Breslau voortaan een academische graad moesten hebben. Tijdens zijn heerschappij in het bisdom Breslau verwierf hij ook de steden Freiwaldau en Zuckmantel.
Rudolf van Rüdesheim stierf in april 1482 en werd bijgezet in de Dom van Breslau.
- Gemeinsame Normdatei: 119544881
- Nationale Bibliotheek van Polen: a0000003222151
- Virtual International Authority File: 256481151